# Morddrohungen
Morddrohungen (Alternativtitel Der Drohbrief, Originaltitel Menaces de mort) ist eine Erzählung von Georges Simenon, in der Kommissar Maigret den Morddrohungen gegen einen Industriellen nachgeht. Das zur Reihe der Maigret-Romane und -Erzählungen gehörende Werk entstand im Winter 1941/42 in Fontenay-le-Comte zwischen den Romanen Maigret contra Picpus und Maigret und das Dienstmädchen. Es erschien erstmals in sechs Folgen zwischen dem 8. März und dem 12. April 1942 in der Zeitschrift Révolution Nationale und geriet danach in Vergessenheit. In Buchform  veröffentlicht wurde die Erzählung erst 1992 im Band 25 der bei Omnibus verlegten Simenon-Werkausgabe Tout Simenon. 
In der deutschen Übersetzung von Linde Birk erschien sie erstmals 2000 unter dem Titel Der Drohbrief bei Diogenes in der Anthologie Verbrechen, die sich lohnen, eine Ausgabe der Zeitschrift Tintenfass. In dem 2009 erschienenen Sammelband Sämtliche Maigret-Erzählungen fand die Neuübersetzung von Hainer Kober unter dem Titel Morddrohungen Verwendung.

## Handlung

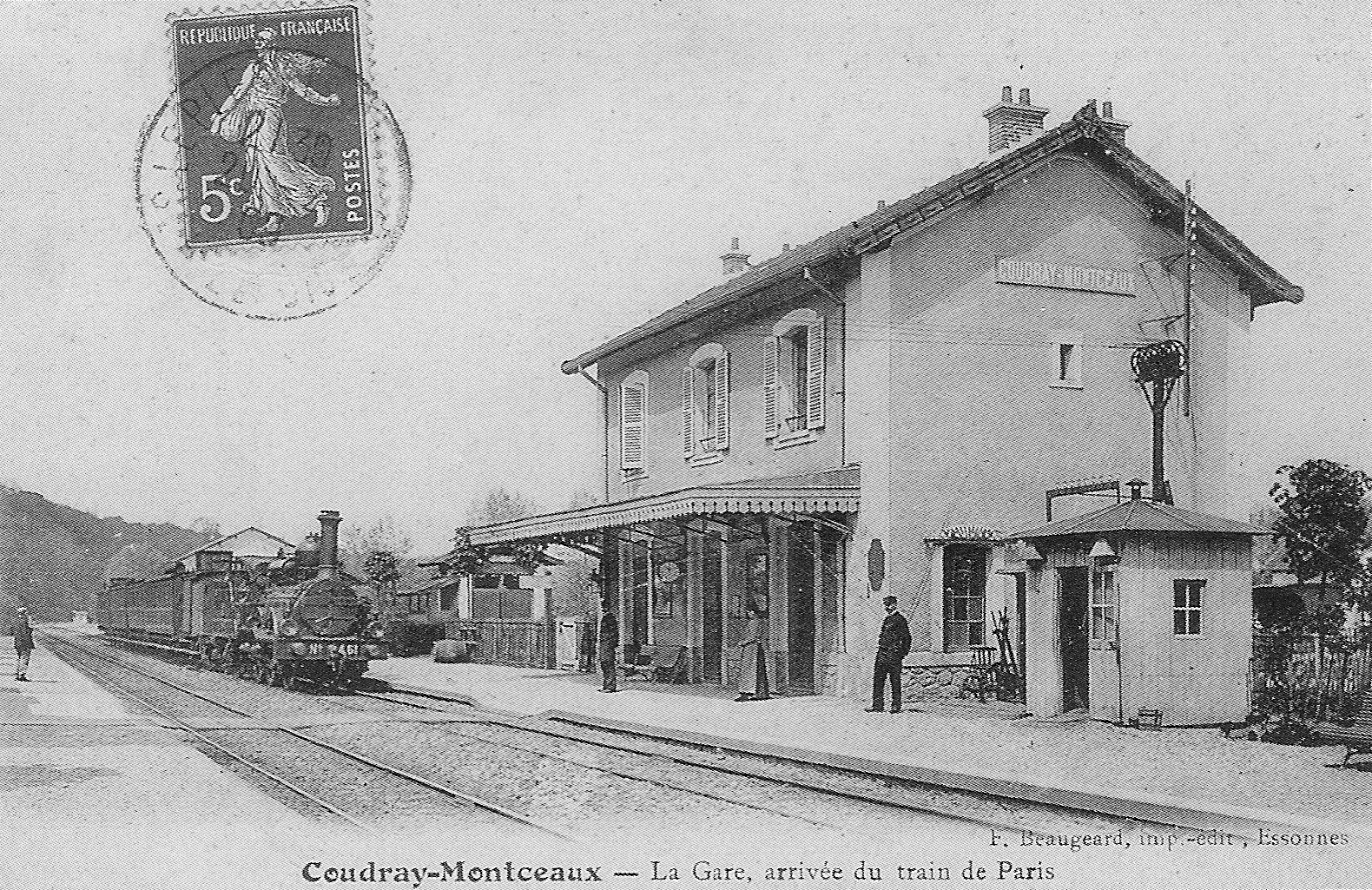
Historische Ansicht des Bahnhofs von Le Coudray-Montceaux

Ein gewisser Emile Grosbois, Millionär, der im Schrotthandel reich geworden ist, erhält per Brief Morddrohungen, aus Zeitungsschnipseln zusammengesetzt: „Alter Schuft, Diesmal geht’s Dir an den Kragen. Egal, ob Du nach Le Coudray gehst oder nicht, und selbst wenn Du mit einem ganzen Garderegiment auftauchst, am Sonntag abend um sechs bist Du ein toter Mann. Und alle werden verdammt froh sein, wenn sie Dich endlich los sind.“. Daher wendet sich Grosbois an die Pariser Kriminalpolizei und bittet Maigret, mit ihm das Wochenende auf seinem Landsitz zu verbringen, bei Le Coudray-Montceaux, etwa 35 Kilometer südöstlich von Paris an der Seine. Er könne sich nicht vorstellen, wer ihm Übles will. Er hätte keine Feinde, behauptet er. Maigret verspricht ihm, sich mit der Angelegenheit zu beschäftigen; man holt ihn von Bahnhof in Coudray ab und fährt hinaus. Dabei lernt er eine recht seltsame Familie kennen, den Zwillingsbruder von Grosbois, Oscar (der auch sein Teilhaber ist), seine Schwester Françoise und ihre beiden Kinder, Henri und Eliane. Und ein Dienstmädchen. Alle scheinen sehr am Vermögen Grosbois’ interessiert zu sein…
Maigret nimmt am gemeinsamen Essen auf dem Landsitz in Le Coudray teil; und in der Regel sind alle anwesend. Dort angekommen versucht die Familie zuerst ihm heile Welt vorzuspielen, aber schon bald kracht es im Gebälk. Schnell ist zu erkennen, dass die pauschale Aussage von Emile Grosbois, er habe keine Feinde, schon auf die Familie bezogen, reines Wunschdenken war. So wird es denn ein spannender Nachmittag und Maigret wird langsam neugierig, was der Drohbriefschreiber sich vorgenommen hat.
Trotz des schönen Wetters ist die Atmosphäre bei den Grosbois eher stickig; man langweilt sich, aber es geht ums Prinzip: Weil man eben ein Landhaus hat, haben sich alle dort an den Wochenenden zu versammeln. Am Nachmittag steigt die Nervosität der Gruppe an; Maigret entdeckt, dass der junge Henri Kokain konsumiert. Emile Grosbois schluckt Medikamente, weil er behauptet, herzkrank zu sein. Schließlich gibt Oscar Maigret gegenüber zu, der anonyme Briefschreiber zu sein. Er hatte erfahren, dass sein Bruder unter der Behauptung, er brauche Erholung, den Landsitz nur deshalb aufgesucht habe, um sich mit Babette, dem Hausmädchen der Familie zu vergnügen. Oscar streitet vehement ab, jemals geplant zu haben, seinen Bruder zu töten.

## Ausgaben
Nach der  Erstveröffentlichung in Révolution Nationale (1942) erschien die Erzählung erst 1992 in der Simenon-Werkausgabe Tout Simenon (Paris, Presses de la Cité, 1988–1993) und in Tout Simenon (Paris, Omnibus, 2002–2004). Vom Diogenes Verlag wurde die Erzählung 2000 in der Literaturzeitschrift Tintenfass (detebe 22024) und 2006 in der Anthologie Erlesene Verbrechen (hrsg. von Daniel Keel und Daniel Kampa, detebe 23574 ISBN 978-3-257-23574-6) veröffentlicht. Sie liegt außerdem in dem bei Diogenes 2009 erschienenen Sammelband Sämtliche Maigret-Geschichten (ISBN 978-3-257-06682-1) vor. 2001 erschien sie bei Omnibus in einer von Jacques de Loustal illustrierten Ausgabe in der Kollektion Carnets.